# Slag bij Ino
De Slag bij Ino was een slag tijdens de Japanse Sengoku-periode in 1556. Twee legers van de Oda-clan stonden in deze slag tegenover elkaar. Oda Nobunaga, hoofd van de Oda-clan, vocht tegen zijn broer Oda Nobuyuki en twee andere vazallen, Shibata Katsuie en Hayashi Hidesada. De drie opstandelingen werden verslagen tijdens de slag. Na ingrijpen van Tsuchida Gozen, moeder van zowel Nobunaga als Nobuyuki, verkregen alle drie de opstandelingen een pardon. Een jaar later plande Nobuyuki opnieuw een opstand tegen Nobunaga. Deze kwam achter het complot door toedoen van Shibata Katsuie. Nobunaga dwong Nobuyuki tot seppuku.